# Eva Kolstad

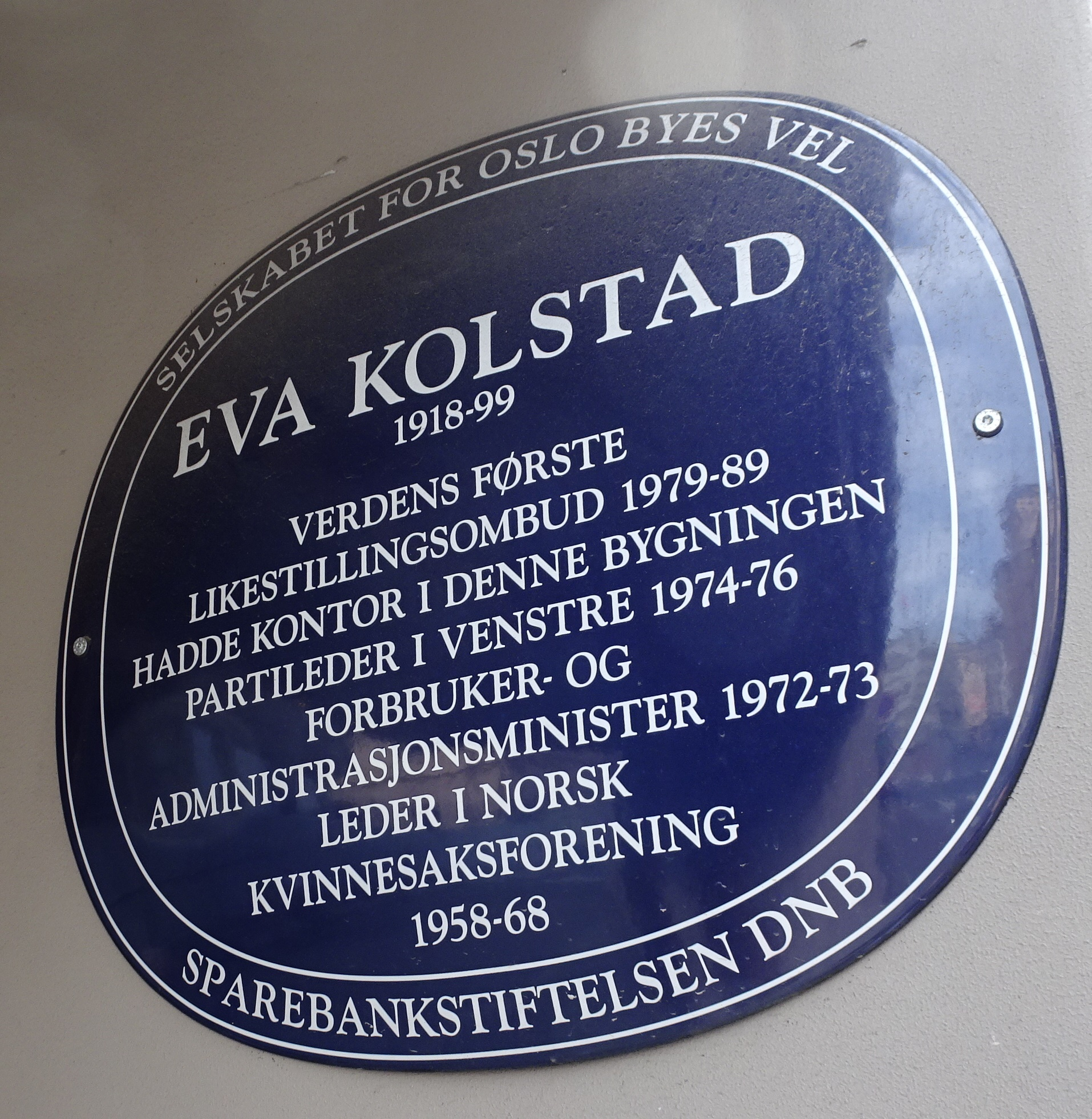
Gedenktafel über Kolstad vor dem Hauptquartier der Liberalen Partei

Eva Lundegaard Kolstad (* 6. Mai 1918 in Fredrikshald; † 26. März 1999 in Oslo) war eine norwegische liberale Politikerin und Frauenrechtlerin. Sie war Präsidentin der Norsk Kvinnesaksforening (1956–1968), stellvertretende Vorsitzende der UN-Frauenkommission (1968–1975), Ministerin für Verbraucher und Verwaltung in der Regierung Korvald (1972–1973), Parteivorsitzende der Liberalen Partei (1974–1976) und die erste Ombudsfrau für Gleichstellung Norwegens und der Welt (1978–1988). Von 1958 bis 1961 sowie von 1965 bis 1969 saß sie für ihre Partei auch im Storting als stellvertretende Abgeordnete.

## Familie und Beruf
1945 war Kolstad neben hundert Männern die einzige Frau, die Revisor wurde. Kolstad wurde 1946 eine der ersten Wirtschaftsprüferinnen (statsautorisert revisor) Norwegens. 1942 heiratete sie den Juristen Ragnar Kolstad, Sohn des Ministerpräsidenten Peder Kolstad.

## Politik

### Frauenrechte
Kolstad begann ihre politische Tätigkeit in der Norsk Kvinnesaksforening (NKF) und wurde deren „prominentste Führungspersönlichkeit in der Nachkriegszeit“; sie war „in der Nachkriegszeit Norwegens führende Verfechterin der Gleichstellung der Geschlechter.“ Kolstad stand für „Frauenrechte auf liberaler, humanistischer Basis, bei der Gleichberechtigung unabhängig vom Geschlecht im Mittelpunkt stand.“ Für die junge Kolstad wurde die damalige NKF-Präsidentin Margarete Bonnevie zum großen politischen Impulsgeber.
Sie wurde 1936 als 18-Jährige Mitglied von NKF und nahm ab 1946 als Vorstandsmitglied des größten Regionalverbandes der Organisation, Oslo Kvinnesaksforening, aktiv an der Arbeit der NKF teil. 1948 wurde sie stellvertretende Vorsitzende des Osloer Verbandes und leitete es für zwei Perioden (1950–1952 und 1954–1956), unterbrochen von einer Zeit als 2. Vizepräsidentin der NKF auf nationaler Ebene (1952–1954). 1955 starb die NKF-Präsidentin Ingerid Gjøstein Resi bei einem Flugzeugabsturz und nur sechs Monate später starb auch ihre Nachfolgerin Marit Aarum; 1956 wurde Eva Kolstad zur neuen Präsidentin gewählt und stand 12 Jahre (1956–1968) der NKF vor. Von 1948 bis 1972 saß sie auch 22 Jahre lang im Zentralvorstand der NKF, mit einer kurzen Unterbrechung 1968–1970. Norwegens erste Richterin am Obersten Gerichtshof, Lilly Bølviken, war durch einen Großteil ihrer Präsidentschaft erste Vizepräsidentin. Kolstad war auch in der International Alliance of Women (IAW) aktiv, wo sie 1949–1958 und 1961–1967 Vorstandsmitglied war.
1968, im selben Jahr, in dem sie als NKF-Präsidentin zurücktrat, wurde sie vom UN-Wirtschafts- und Sozialrat als Mitglied der UN-Frauenkommission gewählt, wo sie stellvertretende Vorsitzende wurde. Sie wurde von den Regierungen aller nordischen Länder nominiert.

### Parlaments-, Regierungs- und Parteiämter
Parallel zu ihrer Tätigkeit in der NKF engagierte sich Kolstad seit den 1950er Jahren in der Parteipolitik für die Venstre. In den 1950er Jahren arbeiteten die NKF und die Venstre bei mehreren politischen Reformen eng zusammen, und viele der NKF-Mitglieder waren auch in der Venstre aktiv; historisch war die NKF eng mit der Partei verbunden.
Kolstad wurde 1955 Vararepresentantin, also stellvertretendes Mitglied, im Stadtrat von Oslo und war 1956–1964 Vorstandsmitglied der Venstre in Oslo. Bei den Parlamentswahlen 1957 und 1965 wurde sie jeweils zur Vararepresentantin des norwegischen Nationalparlaments Storting gewählt. Sie nahm 1959 erstmals in einer Sitzung des Stortings teil, insgesamt war sie an 81 Tagen im Einsatz. Von 1960 bis 1975 war sie Mitglied des Stadtrats von Oslo.
Am 18. Oktober 1972 wurde Kolstad zur Verbraucher- und Verwaltungsministerin in der neu gebildeten Regierung Korvald ernannt. Sie blieb bis zum Abtritt der Regierung am 16. Oktober 1973 im Amt. In der Zeit von 1974 bis 1976 fungierte sie als Parteivorsitzende der Venstre, womit sie Norwegens erste weibliche Parteivorsitzende einer etablierten Partei war.

### Ombudsfrau
Kolstad war von 1978 bis 1988 die erste Ombudsfrau für Gleichstellung Norwegens. Die Behörde war auf Vorschlag der NKF gegründet worden und wurde von der politischen Tradition der NKF geprägt. Als stellvertretende Ombudsfrau hatte sie die Juristin Sigrun Hoel, die ebenfalls NKF-Präsidentin wurde.

## Ehrungen
Eva Kolstad erhielt 1976 die St. Hallvard-Medaille und wurde 1983 Komtur des Sankt-Olav-Ordens. Sie war Ehrenmitglied der Norsk Kvinnesaksforening, der International Alliance of Women (1979), der Jugendorganisation Unge Venstre (1982) und der Venstre (1987). 2013 wurde sie von der Zeitung Verdens Gang als eine der wichtigsten Frauen in der norwegischen Geschichte genannt. In Oslo wurde 1999 die Straße Eva Kolstads gate nach ihr benannt.

## Werke (Auswahl)
- 1957: Kvinnens Verden, Oslo
- 1971: Kvinne i dag og i morgen, Oslo
- 1982: Medier og politikk. Nordisk Journalistkurs/Nordisk Ministerråd, Kopenhagen
- 1985: Årbog for kvinderet, Kopenhagen